# فصل سوم (آلبوم تیری تی)
فصل سوم (انگلیسی: Chapter III) سومین و جدیدترین آلبوم استودیویی گروه موسیقی آر اند بی/پاپ آمریکایی تیری تی است. در ۶ نوامبر ۲۰۱۵ توسط واریور رکوردز منتشر شد.کل آلبوم توسط این سه نفر نوشته و تولید شده است و اولین آلبوم آن‌ها پس از هویت (۲۰۰۴) است.

## منبع
1. ↑  3T, Chapter III, 3T, retrieved 2023-02-15
2. ↑  «"Fire" : les 3T de retour avec un single électrisant pour l'album "Chapter III"». chartsinfrance.net. دریافت‌شده در ۲۰۲۳-۰۲-۱۵.
3. ↑  «"New Album : Chapter III – 3T"». ۱۳ مارس ۲۰۱۶. بایگانی‌شده از اصلی در ۲۹ ژوئن ۲۰۱۸. دریافت‌شده در ۱۵ فوریه ۲۰۲۳.
4. ↑  Chapter III by 3T (به انگلیسی), 2016-09-10, retrieved 2023-02-15